# Рене Арну
Ренé Арну (на френски: René Arnoux) е френски автомобилен състезател, 12 сезона е пилот от Формула 1.
От 2006 година участва в Мастърс Гран При.

## Биография
Рене е роден във френския град Гренобъл департамент Изер в югоизточна Франция.
Започва да се занимава с картинг през 1967 година. В началото на 1972 година преминава във Формула Рено и през 1973 става шампион на Франция. От 1974 година се състезава във Формула-5000, но без особени успехи. През същата година прави тестове и участва в състезание от Формула 2. Става Европейски шампион през 1975 година в „Super Renault“, а през 1976 заема второ място в Европейския шампионат във „Формула 2“.
През 1977 година става шампион на Европа с четири победи.
Привлечен е във Формула 1 през 1978 година. В своя първи сезон кара за тимовете на Мартини и Съртийс.
През 1979 година е поканен за пилот на Рено. Приема и остава три години в легендарния тим. Още в първия сезон (1979) се представя добре, като заема второ място в състезанието за Голямата награда на Франция, като на финала е изпреварен от Жил Вилньов само с една секунда.
След престоя си в Рено, през 1983 година преминава в друг тим, този на Ферари. Същата година става трети в крайното класиране в шампионата. В началото на сезон 1985 е уволнен след първият старт за годината.
През 1986 година се състезава за друг френски тим – Лижие, в който и завършва своята състезателна кариера през 1989 година.
Състезава се през 1994 година в 24-те часа на Льо Ман с автомобил „Dodge Viper“ като заема 12-о място.
Работи като ТВ коментатор на Формула 1.